# ノエル・ミュートン＝ウッド
ノエル・ミュートン＝ウッド（Noel Mewton-Wood, 1922年11月20日 - 1953年12月5日）はオーストラリア出身のイギリスのピアニスト・作曲家。短い一生の間に多方面で活躍した。

## 経歴
メルボルンに生まれ、14歳までメルボルン音楽院に学ぶ。ロンドンの王立音楽院で研鑽を積んだ後、イタリアにおいてアルトゥール・シュナーベルの薫陶を受ける。1940年3月にロンドンに戻り、クィーンズ・ホールにてトマス・ビーチャム指揮ロンドン・フィルハーモニー管弦楽団との共演でベートーヴェンの《ピアノ協奏曲 第3番》を演奏してデビューを果たす。その後はフランスやドイツ、南アフリカ、トルコ、ポーランド、オーストラリアで演奏旅行を行なった。
ミュートン＝ウッドは、ベンジャミン・ブリテンのサークルの一員として、国内外の同時代の音楽に心を開いたピアニストであった。そのためシューベルト、シューマン、リストといったドイツ・ロマン派音楽から、チャイコフスキーの《ピアノ協奏曲 第1番》や《第2番》、《協奏的幻想曲》、《ピアノ・ソナタ ト長調》、ブゾーニの《対位法的幻想曲》や《ピアノ協奏曲》、ヒンデミットの《ルードゥス・トナリス》、マイケル・ティペットの連作歌曲集《心の平和（The Heart's Assurance）》に至るまで、古今の、どちらかといえば珍しいレパートリーに積極的に取り組んだ演奏家であった。また、アーサー・ブリスの《ピアノ協奏曲》の擁護者であったことから、作曲者からピアノ・ソナタを献呈されている。
作曲家としては、室内楽曲やピアノ協奏曲、バレエ音楽のほかに、1944年の映画“Tawny Pippit（ムジタヒバリないしはニルギリタヒバリ）”の音楽も作曲した。
ブリテンやピーター・ピアーズと親しかったことから、ミュートン＝ウッドも自ずと同性愛に傾倒した。31歳のとき友人の死に衝撃を受け、それから自責の念に苛まれ、ついにはシアン化水素を服毒して自殺を遂げた。生前のミュートン＝ウッドと親しかった音楽評論家でキャスターのジョン・エイミスは、ミュートン＝ウッドはゲイであり、愛人に先立たれたばかりでうつ病になっていたのだと書いたことがある。
タイムズ紙は、1953年12月7日付の追悼記事において、デビュー時のミュートン＝ウッドの演奏様式を次のようにまとめている。
| 「 | 一聴するだに彼の制御力と音楽家気質は明らかとなった。ピアノが初めて登場するときのオクターブで上昇する音階は、激しい力でもって轟き渡ったが、ピアニストは緩徐楽章では美しいカンタービレの音色を呼び覚まし、ロンド主題のフレージングは、急速なテンポにもかかわらず、かなり正確であった。協奏曲における独奏者とオーケストラとの関係について、またアンサンブルにおける独奏者の役割についての真の理解が、この音楽家、この有能だった室内楽奏者のしるしだったのである。 | 」 |

## 参考資料
- Sadie, S. (ed.) (1980) The New Grove Dictionary of Music & Musicians, [vol. 12.]